# Dopamin
Dopamin er et signalstof i hjernen, et såkaldt "catecholamin", der virker som neurotransmitter i centralnervesystemet.
Dopaminmangel kan opstå, når der sker svigt hos de nerveceller, der normalt udskiller dopaminet.
Kemisk set er dopamin et monoamin, ligesom en række andre neurotransmittere: noradrenalin, adrenalin, serotonin og histamin.
I hjernen bliver dopamin syntetiseret ud fra stoffet DOPA (dihydroxyfenylalanin) som igen bliver syntetiseret ud fra tyrosin.
Dopamin kan syntetiseres videre til noradrenalin, og dette stof kan yderligere syntetiseres til adrenalin.
Ved den kemiske syntese fra DOPA til dopamin medvirker et enzym kaldet DOPA-decarboxylase, mens der ved den videre syntese til noradrenalin medvirker enzymet dopamin-β-hydroxylase (DBH).
I hjernen befinder dopamin-holdige nervecellers cellelegemer sig i strukturerne "den sorte substans" og det central tegmentale område.
Herfra har de udløbere til store dele af forhjernen, blandt andet storhjernens hjernebark. (Ved Parkinson's sygdom ses et stort antal døde nerveceller i den sorte substans).
I dagliglivet spiller signalstoffet dopamin en afgørende rolle for drivkræfterne bag alle positivt motiverede handlinger, hvortil der er knyttet oplevelser af velvære. Dopamin udløses således i så forskellige situationer som under opnåelse af succes i både krig og kærlighed, under spisning ved et veldækket bord, i vundne spil-situationer, under indtagelse af narkotika, ved seksuelle samværssituationer o.lign., og hvor signalstoffet endvidere virker forstærkende på trangen til vanemæssigt at se frem til at kunne genopsøge pågældende dopaminudløsende situation på ny.
Endvidere spiller dopamin en central rolle for udviklingen af mange adfærdsforstyrrelser, f.eks. er der en forhøjet risiko for at udvikle ADHD, hvis den naturlige dopamin-produktion i hjernen er ude af balance.

## Transmission
I hjernen findes der på nerveceller forskellige proteiner der reagerer på dopamin efter de er frigivet af de dopamin-holdige nerveceller. På den postsynaptiske neuron sidder der dopaminreceptorer, der sender signalet videre. Efter påvirkningen genoptager de dopamin-holdige nerveceller den frigivne dopamin ved hjælp af et protein kaldet dopamin-transporteren.
Kokain og amfetamin nedsætter dette genoptag.
Visse former for medicin til skizofreni hæmmer dopamintransmissionen andre psykoaktive farmaka aktiverer eller blokerer dopaminreceptorerne.